# Efekt dźwiękowy

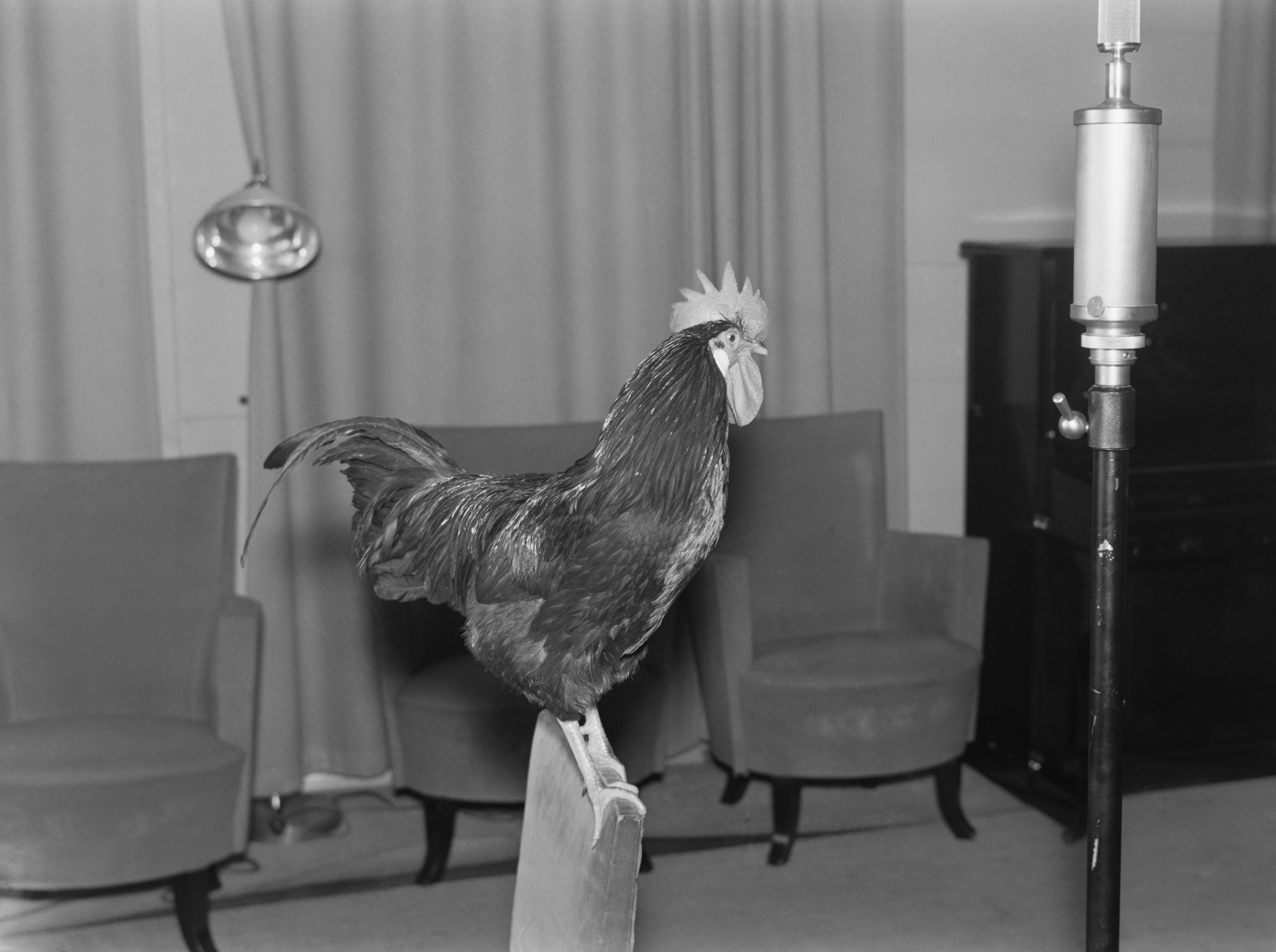
Żywy kogut w studiu radiowym; służył on do nagrywania efektów dźwiękowych

Efekt dźwiękowy – określony dźwięk niebędący mową artykułowaną ani muzyką celowo wprowadzony do audycji radiowej, filmu, gry komputerowej itp., w celu zilustrowania przedstawionych treści i wzmocnienia oddziaływania na odbiorcę. 
Pierwsze efekty dźwiękowe były stosowane w teatrze. Służyły one przedstawieniu scen, które byłyby niemożliwe, niebezpieczne lub zbyt drogie do bezpośredniej realizacji. Używanie ich na szeroką skalę nastąpiło wraz z rozpowszechnieniem się radia i rozwojem kina niemego. 
Efekty dźwiękowe stanowią m.in. hałasy, szmery czy dźwięki naśladujące odgłosy spotykane w przyrodzie. Jedną z najpopularniejszych technik nagrywania efektów dźwiękowych jest Foley. Jednym z najpopularniejszych filmowych efektów dźwiękowych jest krzyk Wilhelma. Instrumentem wykorzystywanym do tworzenia dźwiękowego efektu wiatru jest eolifon. Ponad 33 000 efektów dźwiękowych zawiera baza BBC Sound Effects.